# Parc d'atraccions

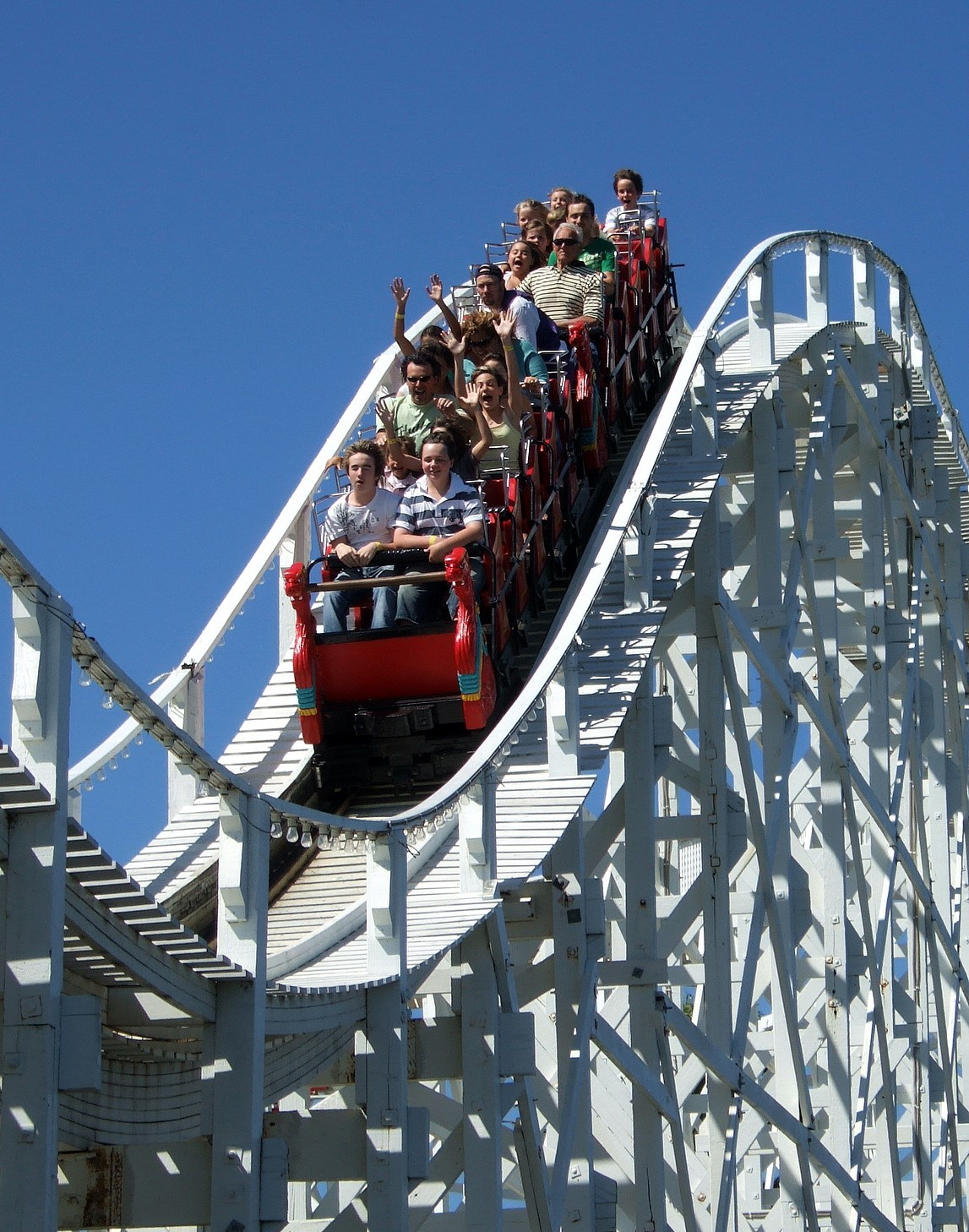
Muntanya russa - Lluna Park

Un parc d'atraccions o parc de diversions és un tipus de parc d'oci en el qual es troben atraccions mecàniques, espectacles, botigues, restaurants, i altres tipus d'infraestructures destinades sobretot a l'oci i sense tematització. El funcionament és bastant similar a una fira diferenciant-se sobretot al estar en un lloc permantent. No tenen una tematització molt definida (zona de la naturalesa, per exemple). Si estan dividits en zones temàtiques definides, es tracta de parcs d'atraccions temàtics.
Poden ser de petita grandària i poques atraccions, a grans recintes amb nombroses i grans atraccions, principalment muntanyes russes.
Els parcs d'atraccions poden tenir un sistema de pagament en el qual es paga per atracció muntada, de vegades a través de sistemes de punts (fitxes) que en alguns parcs tenen el seu propi nom, o un sistema de pagament en què s'adquireix una entrada general amb accés gratuït a totes o gairebé totes les atraccions i espectacles.

## Història

### Orígens

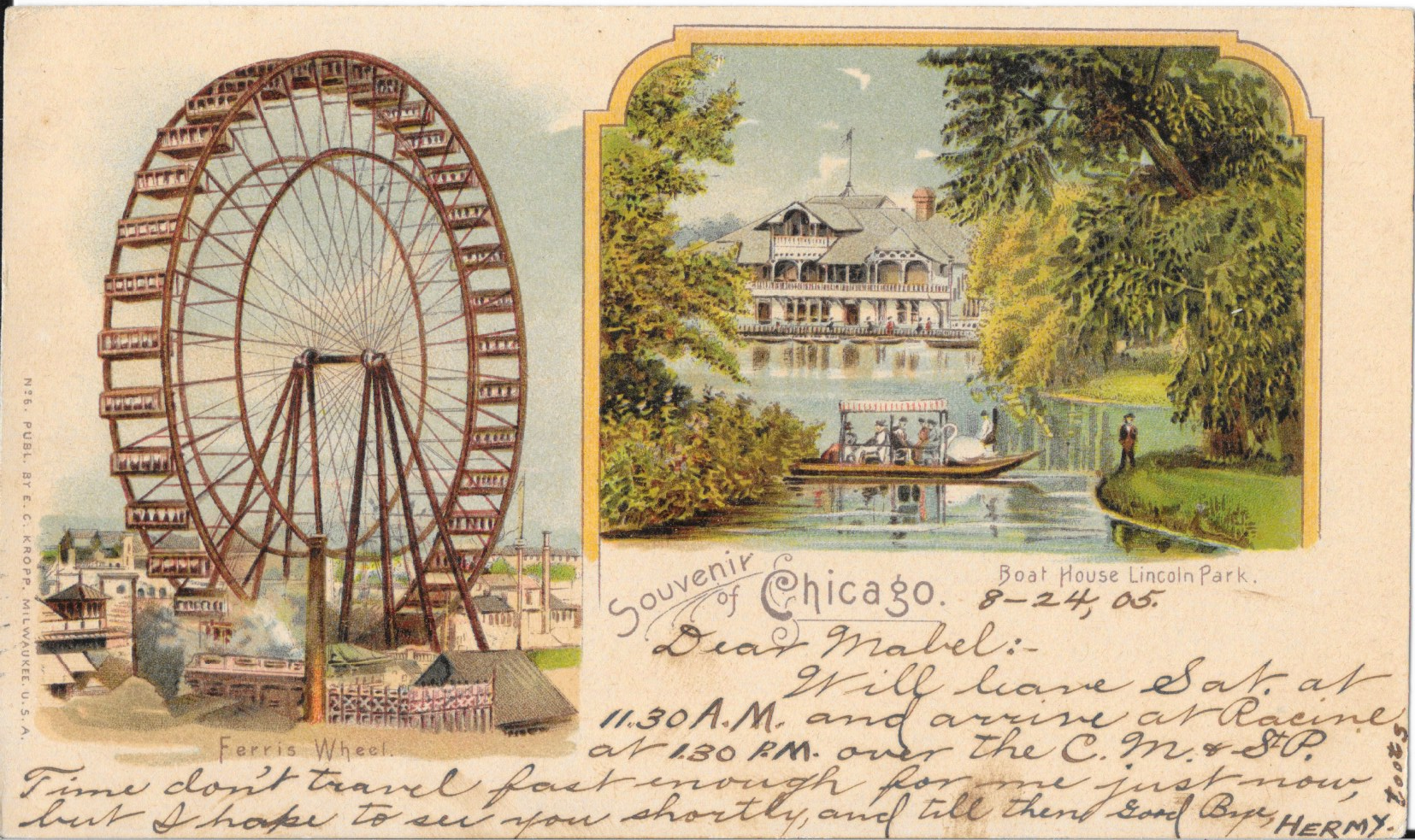
Roda de fira a l'Exposició Mundial de Columbia

Al 1860 va haver una onada d'innovació que va suposar la creació dels primers jocs mecànics, això va inaugurar l'època de les atraccions a les fires europees. El concepte d'un parc fix per a l'entreteniment va començar a ser promogut amb el començament de les exposicions universals. La primera fira va començar el 1851 amb la construcció del monument històric Crystal Palace a Londres, Anglaterra. El propòsit de l'exposició era celebrar els èxits industrials de les nacions civilitzades del món i va ser dissenyada per educar i entretenir els visitants.
Les ciutats nord-americanes i els seus negocis també van veure la fira mundial com una demostració econòmica i un èxit industrial. L'Exposició Mundial de Chicago, Illinois, el 1893, va ser una precursora dels parcs d'atraccions moderns. La fira era un lloc tancat, que fusionava entreteniment, enginyeria i educació per entretenir les masses. Es va establir per enlluernar els visitants i ho va fer satisfactòriament amb la resplendor de les noves llums elèctriques de la "Ciutat Blanca". Per assegurar que la fira fos un èxit financer, els planificadors van incloure una àrea de concessions dedicada només a la distracció. Les atraccions d'aquesta fira van capturar la imaginació dels visitants i dels altres parcs d'atraccions arreu del món, com ara la primera roda de fira d'acer, que aviat va ser instal·lada en moltes altres àrees de distracció. A més, l'experiència de la ciutat ideal tancada amb meravelles, atraccions, cultura i progrés (la electricitat), va servir de base des de llavors en la creació d'un lloc il·lusori.
L'àrea d'atraccions introduïda a l'Exposició Mundial de Chicago esdevindria l'estàndard per a la majoria dels parcs de distracció, fires, carnavals i creuers. L'àrea d'atraccions no només contenia atraccions, sinó també altres concessions i entreteniments com ara galeries de tir, sales de joc, jocs d'atzar i espectacles.

### Parc d'atraccions modern
La primera àrea d'entreteniment tancada permanentment, regulada per una sola companyia, va ser fundada a Coney Island, a Brooklyn: el Sea Lion Park. El 1897, el Sea Lion Park va ser unit al Steeplechase Park, el primer dels tres principals parcs d'atraccions que obririen a l'àrea de l'Illa de Coney. Aquest es va dissenyar per proporcionar emocions i entreteniment. La combinació del proper centre de població de Nova York i el fàcil accés a l'àrea van fer de Coney Island la personificació del parc d'atraccions Americà. Coney Island oferia també el Luna Park i el Dreamland. Coney Island va ser un enorme èxit i l'any 1910 l'assistència en algunes jornades podia assolir el milió de persones.” Impulsats pels esforços de Frederick Ingersoll, altres “Luna Park” van ser erigits ràpidament per tot el món i van obrir amb excel·lents crítiques.
El primer parc d'atraccions d'Anglaterra va ser obert el 1896, la "Platja del Plaer" de Blackpool. En 1904, la "Màquina Captiva Voladora" d'Hiram Maxim va ser allà introduïda; ell havia dissenyat un primer avió impulsat per màquines de vapor que havien estat infructuoses i al seu lloc van obrir un viatge de plaer en carruatges voladors que giraven al voltant d'un pal central. Altres jocs incloïen la "Grotto" (un passeig de fantasia), "River Caves" (un tren d'esbarjo), tobogans i una torre-tobogan.
El foc va ser una amenaça constant en aquests dies, gran part de la construcció dins dels parcs d'atraccions eren de fusta. El 1911, Dreamland va ser el primer parc d'atraccions de l'Illa de Coney a cremar-se completament; el 1944, el Luna Park també va quedar reduït a cendres. La majoria dels Luna Park d'Ingersoll van ser destruïts de manera similar.

### Edat d'or
Durant l'edat daurada (1870 a 1890), molts nord-americans van començar a treballar menys hores i comptant amb més ingressos disponibles. Amb una major quantitat de diners extra i temps per gastar-los en activitats de lleure, els nord-americans van buscar nous llocs i formes per al entreteniment. Alguns parcs d'atraccions aixecats als afores d'importants ciutats i àrees rurals van sorgir per satisfer aquesta nova oportunitat econòmica. Aquests parcs servien com a font de fantasia i fuga de la vida real. Als anys 1900, centenars de parcs d'atraccions estaven operatius per tots els Estats Units i Canadà. Aquests parcs d'atraccions van estar sovint basats en els parcs nacionals coneguts o en les fires mundials: tenien noms com Coney Island, White City, Lluna Park o Dreamland. L'edat daurada Americana va ser de fet, l'Edat d'Or que va imperar als parcs d'atraccions fins a finals dels anys 1920.
L'Edat d'Or dels parcs d'atraccions també va incloure l'arribada del parc per a nens. Fundat el 1925, el primer Parc Infantil original està ubicat a San Antonio, Texas, encara operatiu avui dia. Els parcs infantils es van fer populars per tota Amèrica després de la Segona Guerra Mundial.
Al final de la Primera Guerra Mundial, la gent semblava voler encara més rangs d'entreteniment, com la necessitat per conèixer les muntanyes Russes. Aquesta àrea va veure així el desenvolupament de noves innovacions a les muntanyes russes, que incloïen caigudes i velocitats enormes per emocionar els ocupants. Encara que el desenvolupament de l'automòbil va proporcionar a la gent més opcions per satisfer les seves necessitats d'entreteniment, els parcs d'atraccions després de la guerra van continuar amb èxit, mentre els parcs d'atraccions urbans per a pícnics van veure declinar l'assistència.
A Anglaterra, el Dreamland Margate va obrir el 1920 amb una muntanya russa escènica que va obrir al públic com un gran esdeveniment, portant fins a mig milió de passatgers en el seu primer any. Entre 1920 i 1935 més de $500.000 van ser invertits en el lloc, addicionant constantment nous passejos i atraccions culminant en la construcció del complex Cinema Dreamland el 1934 el qual segueix drets fins a aquests dies.
La Gran Depressió dels anys trenta i la Segona Guerra Mundial durant els quaranta van fer declinar els parcs de la indústria de l'entreteniment. La guerra va causar que la població es mudés als suburbis, la televisió es va convertir en font d'entreteniment, i les famílies van començar a anar menys sovint als parcs de d'atraccions.
Als anys seixanta, factors com ara la decadència urbana, el crim, i fins i tot la discriminació en els guetos van causar un canvi de gustos en com la gent triava passar el seu temps lliure. Molts parcs d'atraccions van tancar o es van reduir a cendres. Altres serien eliminats per fer lloc a habitatges suburbans i nous planejaments urbanístics. Els parcs d'atraccions tradicionals que van sobreviure, per exemple Cedar Point, a Sandusky, Ohio, ho van fer malgrat passar per males èpoques.

## Parcs d'atraccions dels Països Catalans
A Catalunya hi ha hagut diversos parcs d'atraccions, sobretot a Barcelona. El primer parc d'atraccions que es va fer va ser el Tibidabo, que va obrir les portes el 29 d'octubre de 1901, tot i que no va ser fins 4 anys després que van començar a funcionar les primeres atraccions. Va ser el primer parc d'atraccions d'Espanya i és el cinquè més antic a nivell europeu.
El següent parc d'atraccions, el Saturno Park, es va inaugurar el 1911 al parc de la Ciutadella. El parc tenia les atraccions més modernes de l'època. Tenia una muntanya russa, un ferrocarril panoràmic, un tobogan de grans dimensions i una sala de cine entre d'altres. La vida d'aquest parc va ser curta, tancant deu anys després.
Al 1930 es va inaugurar el tercer parc d'atraccions. Situat a Montjuïc després de celebrar-se l'Exposició Universal de 1929 en vista de l'èxit que havia tingut. Es va batejar amb el nom de Maricel Park i tenia una oferta d'atraccions que incloia, muntanyes russes, tobogans, wiching-waves, cascades, skooter, pista d'skating, castells de focs japonesos i espectacles. El parc es va veure forçat a tancar a causa de la guerra civil el 1936.
El 1935 va obrir portes un parc d'atraccions en un espai tancat ideat per Josep Vallés Rivera que tenia el nom de Sala Apolo. Les atraccions més populars i les que més han transcendit són Les Coves del Drac, una muntanya russa subterrània, i l'Autogruta, uns cotxes amb què es recorrien representacions de diverses ciutats del món. També hi havia la Ciutat Encantada, un laberint, el Riu Misteriós, la Casa del Riure, el Museu dels Ninots Mecànics i les actuacions de xoc. I al 43 se li va incorporar una pista de ball. Tot i tenir una gran popularitat durant els anys 50 i 60 a causa del transport privat el parc va perdre popularitat durant els anys 70 i 80 fins que va tancar les portes a l'any 1990. Al seu lloc s'hi va construir el Teatre Apolo.
Al 1966 es va inaugurar el parc d'atraccions de Montjuïc a la mateixa zona on hi va haver el Maricel Park. Era propietat d'un empresari veneçolà. Va arribar a tenir un total de 40 atraccions entre les quals hi havia una muntanya russa, un tren fantasma i autos de xoc. Va tenir una gran popularitat fins que als anys 90 a causa de la creixent oferta de parcs temàtics, sobretot del Port Aventura, va fer decréixer la popularitat del parc. Aquest va acabar tancant les portes l'any 1998.
| Parc              | Tipus             | Localització              | Funcionament      |
| ----------------- | ----------------- | ------------------------- | ----------------- |
| PortAventura Park | Parc temàtic      | Salou, Tarragona          | 1995 - Actualitat |
| Ferrari Land      | Parc temàtic      | Salou, Tarragona          | 2017 - Actualitat |
| Tibidabo          | Parc d'atraccions | Barcelona, Barcelona      | 1901 - Actualitat |
| Montjuïc          | Parc d'atraccions | Barcelona, Barcelona      | 1966 - 1998       |
| Pp's Park         | Parc d'atraccions | Platja d'Aro, Girona      | 2007 - Actualitat |
| Saturno Park      | Parc d'atraccions | Barcelona, Barcelona      | 1911 - 1926       |
| Turó Park         | Parc d'atraccions | Barcelona, Barcelona      | 1917 - 1929       |
| Pola Park         | Parc d'atraccions | Santa Pola, Alacant       | 1996 - Actualitat |
| Magic Land Park   | Parc d'atraccions | Oropesa del Mar, Castellò | 2010 - Actualitat |
| Terra Mítica      | Parc temàtic      | Benidorm, Alacant         | 2000 - Actualitat |

## Jocs i atraccions

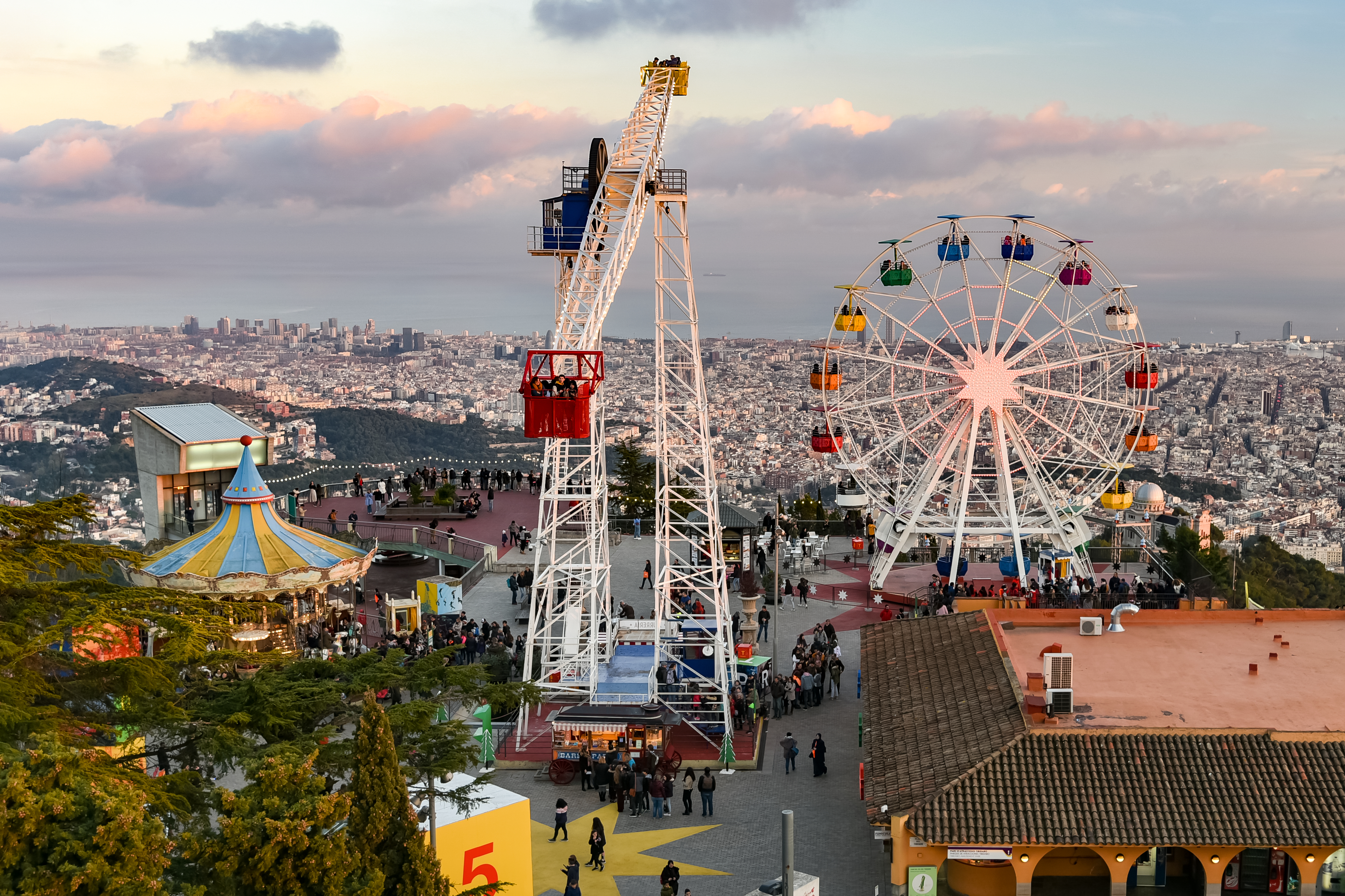
Parc d'Atraccions Tibidabo

Les atraccions mecanitzades són una característica essencial dels parcs d'atraccions. Una de les primeres atraccions que va guanyar molta popularitat va ser els cavallets, que es va desenvolupar originalment a partir dels mètodes d'entrenament de cavalleria utilitzats per primera vegada a l'edat mitjana. Al segle xix, els cavallets eren habituals als parcs de tot el món. Una altra atracció que va donar forma als parcs d'atraccions va ser la muntanya russa. Els orígens de les muntanyes russes es remunten a la Rússia del segle xvii, on les atraccions impulsades per la gravetat, que al principi només consistien en trineus o carros individuals que baixaven lliurement per tobogans damunt de vessants de neu especialment construïts amb munts de sorra a la part inferior per frenada, s'utilitzaven com a activitats d'oci d'hivern. L'Exposició colombiana de 1893 va ser un camp de proves per a atraccions i n'hi va incloure algunes que el públic no havia vist mai abans, com la primera roda de la fortuna del món, un dels productes més reconeguts de la fira. En l'actualitat, moltes atraccions de diversos tipus es desenvolupen al voltant d'un tema específic.
Els parcs contenen una barreja d'atraccions que es poden dividir en diverses categories.

### Flat ride
Hi ha un conjunt bàsic d'atraccions que tenen la majoria dels parcs d'atraccions, incloent-hi l'enterprise, gir d'inclinació, la gravitron, el gronxador d'oscil·lació, la nau oscil·lant invertida, el tornado i el gir superior. Tot i això, hi ha una innovació constant, amb noves variacions en formes de gir i passatgers semblant ser impulsats al voltant en un esforç per mantenir l'atracció dels clients. Fabricants com Huss i Zamperla s'especialitzen en crear passejos plans entre altres atraccions d'entreteniment.

### Muntanya russa
Els parcs d'atraccions sovint ofereixen múltiples muntanyes russes principalment de construcció de fusta o d'acer. En essència és un sistema ferroviari especialitzat amb fortes caigudes i corbes anguloses, els passatgers s'asseuen i són continguts en cabines, normalment amb dues o més cabines unides per formar un tren. Algunes muntanyes russes ofereixen una o més inversions (com ara bucles verticals) el que gira els passatgers al revés.

### Viatge en tren
Els ferrocarrils han tingut una llarga història als parcs d'atraccions. Alguns dels primers trens dels parcs no eren realment trens, sinó tramvies, que portaven els clients als parcs en línies de ferrocarril regulars des de les ciutats fins al final de les línies del ferrocarril on estaven ubicats els parcs. Els ferrocarrils dels parcs d'atraccions normalment són de via estreta, amb un espai entre els rails és més petit que el de ferrocarrils de via estàndard. Algunes vies estretes específiques que són comunes als ferrocarrils dels parcs d'atraccions són de 914, 762 o 610 mil·límetres d'amplada de via.

### Atracció d'aigua
Els parcs d'atraccions amb recursos d'aigua en general ofereixen alguna atraccions d'aigua, com ara els troncs, ràpids o barques. Aquestes atraccions són normalment més suaus i més curtes que les muntanyes russes i moltes són adequades per a totes les edats. Les atraccions d'aigua són especialment populars en dies calorosos.

### Dark ride
És un tipus d'atraccions en què un es munta en un tren o una barca sobre l'aigua i on els clients viatgen en vehicles guiats al llarg d'un camí predeterminat, a través d'escenaris il·luminats amb molts efectes lluminosos inclosos animatrònica, música i altres efectes especials.

### Roda de fira
És una atracció de fira o parc d'atraccions que consisteix en una roda en posició vertical amb gòndoles, cabines o simples seients units a la vora que funciona girant (mitjançant un mecanisme o motor) al voltant d'un eix perpendicular al pla de la roda. Solen fer-se servir per veure el paisatge del voltant.